# FBI (serie televisiva)
FBI è una serie televisiva statunitense ideata da Dick Wolf e Craig Turk è trasmessa sulla CBS dal 25 settembre 2018. È la serie da cui ha origine il media franchise The FBIs.
In Italia, la serie va in onda dal 31 marzo 2019 su Rai 2.

## Trama
La serie è incentrata sul funzionamento interno dell'ufficio dell'FBI di New York, che mette a frutto tutta la capacità, l'intelletto e la tecnologia strabiliante del Bureau per risolvere i crimini a sfondo federale.

## Episodi
| Stagione         | Episodi | Prima TV USA | Prima TV Italia |
| ---------------- | ------- | ------------ | --------------- |
| Prima stagione   | 22      | 2018-2019    | 2019            |
| Seconda stagione | 19      | 2019-2020    | 2020-2021       |
| Terza stagione   | 15      | 2020-2021    | 2021            |
| Quarta stagione  | 21      | 2021-2022    | 2022-2023       |
| Quinta stagione  | 23      | 2022-2023    | 2023-2024       |
| Sesta stagione   | 13      | 2024         | 2024            |
| Settima stagione | 22      | 2024-2025    | 2025            |

## Personaggi principali
- Maggie Bell (stagioni 1-in corso); interpretata da Missy Peregrym e doppiata in italiano da Federica De Bortoli.
- Omar Adom “OA” Zidan (stagioni 1-in corso); interpretato da Zeeko Zaki e doppiato in italiano da Dimitri Winter.
- Jubal Valentine (stagioni 1-in corso); interpretato da Jeremy Sisto e doppiato in italiano da Alberto Bognanni.
- Kristen Chazal (stagioni 1-2); interpretata da Ebonée Noel e doppiata in italiano da Sara Ferranti.
- Dana Mosier (stagione 1); interpretata da Sela Ward e doppiata in italiano da Alessandra Korompay.
- Isobel Castille (guest 1, stagioni 2-in corso); interpretata da Alana de la Garza e doppiata in italiano da Claudia Catani.
- Stuart Scola (stagioni 2-in corso); interpretato da John Boyd e doppiato in italiano da Gianfranco Miranda.
- Tiffany Wallace (stagioni 3-6, guest 7); interpretata da Katherine Renee Kane e doppiata in italiano da Eva Padoan.
- Sydney "Syd" Ortiz  (stagione 7); interpretata da Lisette Olivera.

## Produzione

### Sviluppo
Nel 2016, durante i Television Critics Association summer press tour, Dick Wolf rivelò i piani per una serie televisiva poliziesca, ambientata a New York e nel mondo dell'FBI. Il piano originale di Wolf era quello di introdurlo sulla rete NBC come spin-off di Law & Order - Unità vittime speciali, in cui si intendeva introdurre un personaggio agente dell'FBI, ma alla fine la NBC non passò e l'idea venne successivamente messa in pausa per diversi motivi.
Il 20 settembre 2017, la serie venne acquistata dalla CBS che ne ordinò 13 episodi, senza ordinare prima l'episodio pilota per la stagione 2018-2019. Si tratta della prima serie a non essere trasmessa sulla NBC in tanti anni di collaborazione tra Wolf e la rete, che ha fatto mandare in onda Law & Order - I due volti della giustizia, Chicago Fire e relativi spin-off; l'ultima serie creata da Wolf e non trasmessa dalla NBC fu Dragnet che fu trasmessa su ABC tra il 2003 e il 2004.
L'11 ottobre 2018, CBS ordinò altri 9 episodi, portando il numero della prima stagione a 22. Il 25 gennaio 2019 la serie viene rinnovata per una seconda stagione, sempre da 22 episodi. Ma, le riprese della stessa stagione vengono sospese in seguito alla pandemia di Coronavirus, quindi viene ridotta a 19 episodi (cioè tre episodi in meno). Il 6 maggio 2020, la CBS ha rinnovato la serie per una terza stagione.

### Casting
L'agente speciale dell'FBI in carica nel primo episodio è stata Ellen Solberg, interpretata da Connie Nielsen. Il 16 maggio 2018, giorno della programmazione della serie per l'autunno 2018, venne annunciato che Nielsen aveva lasciato la serie per motivi non rivelati.
Dal secondo episodio, il personaggio cambia in Dana Mosier, un ruolo simile a quello della Nielsen che è interpretato da Sela Ward. Dopo la prima stagione, Sela Ward lascia la serie e viene sostituita da Alana de la Garza. Invece John Boyd entra nel cast principale già dal quarto episodio della seconda stagione, dopo 3 episodi da personaggio ricorrente.

## Promozione
Il 17 maggio 2018, venne pubblicato il trailer ufficiale della serie.

## Distribuzione
La serie viene trasmessa in prima visione assoluta sulla CBS dal 25 settembre 2018.

### Trasmissione internazionale
In Turchia viene trasmessa sulla rete a pagamento Digiturk. In Italia è trasmessa da Rai 2 dal 31 marzo 2019.

## Accoglienza

### Ascolti
Il primo episodio della serie è stato visto da 10,09 milioni di telespettatori con il 2.1 nel target demografico 18-49, mentre è stato visto in DVR da 4,07 milioni di telespettatori, portando il numero complessivo a 14,16 milioni.
Dal secondo episodio la serie perde solamente il 7% del pubblico, ottenendo comunque buoni risultati.

### Critica
Sull'aggregatore di recensioni Rotten Tomatoes ha un indice di gradimento del 61% con un voto medio di 6,25 su 10, basato su 21 recensioni; il consenso critico recita: "La nuova serie di Dick Wolf sfoggia un cast avvincente con spettacolo emozionante e adrenalinico, anche se alcuni spettatori potrebbero trovare questa ricostruzione delle precedenti formule procedurali del mega-produttore eccessivamente familiare.". Su Metacritic, invece, ha un punteggio di 57 su 100, basato su 13 recensioni, indicando "recensioni contrastanti o medie".

## Spin-off
Il 29 gennaio 2019 la CBS annuncia la realizzazione di un backdoor pilot all'interno di FBI, in previsione di un potenziale spin-off intitolato FBI: Most Wanted. L'episodio verrà trasmesso nella seconda parte della prima stagione, e si concentrerà sulla divisione dell'FBI con il compito di rintracciare e catturare i criminali più famosi nella lista dei più ricercati dal Bureau. Secondo il creatore Dick Wolf, lo spin-off è impostato per lanciare una serie di show connessi tra loro, simili a quelli di Law & Order e Chicago della NBC.